# Moon Music
 (juin 2025).
La mise en forme du texte ne suit pas les recommandations de Wikipédia : il faut le « wikifier ».
Les points d'amélioration suivants sont les cas les plus fréquents. Le détail des points à revoir est peut-être précisé sur la page de discussion.
- Les titres sont pré-formatés par le logiciel. Ils ne sont ni en capitales, ni en gras.
- Le texte ne doit pas être écrit en capitales (les noms de famille non plus), ni en gras, ni en italique, ni en « petit »…
- Le gras n'est utilisé que pour surligner le titre de l'article dans l'introduction, une seule fois.
- L'italique est rarement utilisé : mots en langue étrangère, titres d'œuvres, noms de bateaux, etc.
- Les citations ne sont pas en italique mais en corps de texte normal. Elles sont entourées par des guillemets français : « et ».
- Les listes à puces sont à éviter, des paragraphes rédigés étant largement préférés. Les tableaux sont à réserver à la présentation de données structurées (résultats, etc.).
- Les appels de note de bas de page (petits chiffres en exposant, introduits par l'outil «  Source ») sont à placer entre la fin de phrase et le point final[comme ça].
- Les liens internes (vers d'autres articles de Wikipédia) sont à choisir avec parcimonie. Créez des liens vers des articles approfondissant le sujet. Les termes génériques sans rapport avec le sujet sont à éviter, ainsi que les répétitions de liens vers un même terme.
- Les liens externes sont à placer uniquement dans une section « Liens externes », à la fin de l'article. Ces liens sont à choisir avec parcimonie suivant les règles définies. Si un lien sert de source à l'article, son insertion dans le texte est à faire par les notes de bas de page.
- La présentation des références doit suivre les conventions bibliographiques. Il est recommandé d'utiliser les modèles {{Ouvrage}}, {{Chapitre}}, {{Article}}, {{Lien web}} et/ou {{Bibliographie}}. Le mode d'édition visuel peut mettre en forme automatiquement les références.
- Insérer une infobox (cadre d'informations à droite) n'est pas obligatoire pour parachever la mise en page.

Pour une aide détaillée, merci de consulter Aide:Wikification.
Si vous pensez que ces points ont été résolus, vous pouvez retirer ce bandeau et améliorer la mise en forme d'un autre article.
Albums de Coldplay
Music of the Spheres
(2021)
Singles
1. Feels Like I'm Falling in Love
Sortie : 21 juin 2024
2. We Pray
Sortie : 23 août 2024
3. All My Love
Sortie : 4 octobre 2024

Moon Music (titre complet Music of the Spheres Vol. II: Moon Music) est le dixième album studio du groupe de rock londonien Coldplay. Il est sorti le 4 octobre 2024 chez Parlophone au Royaume-Uni et Atlantic Records aux États-Unis, étant la deuxième partie de leur projet Music of the Spheres, après From Earth with Love (2021). Une édition deluxe de Moon Music intitulée Full Moon est sortie le 6 octobre, avec dix titres supplémentaires, ainsi qu'une édition Notebook et Tour. Chacun a son propre contenu exclusif, y compris des mémos vocaux, des sets en direct et des titres bonus. L'album comprend des apparitions de Burna Boy, Little Simz, Ayra Starr, Elyanna, Tini et Jon Hopkins. La production a été principalement assurée par Bill Rahko, Dan Green, Michael Ilbert et Max Martin, avec des contributions supplémentaires de Jon Hopkins, Ilya Salmanzadeh, Oscar Holter et The Chainsmokers.
Pour promouvoir Moon Music, Coldplay a sorti les singles Feels Like I'm Falling in Love, We Pray et All My Love, complétés plus tard par un album visuel intitulé A Film for the Future. Le groupe fait la promotion des deux albums du projet Music of the Spheres lors du Music of The Spheres World Tour.
Moon Music a reçu un accueil mitigé de la part des critiques, qui ont fait l’éloge de ses mélodies et de son style général, mais ont critiqué les paroles. Commercialement, l’album a fait ses débuts à la première place de nombreux classements, notamment en Australie, en Autriche, en Allemagne, en Belgique, en Espagne, en Italie et en Suède. L’album a fait ses débuts au sommet du UK Albums Chart avec 236 796 unités vendues, devenant le 10e disque numéro un de Coldplay et la sortie la plus vendue de la décennie par un groupe. Il a également été en tête du Billboard 200 américain, devenant respectivement le dixième et le cinquième album studio du groupe à atteindre ce résultat. C’est également la première fois qu’un groupe britannique se classe numéro un dans les deux pays simultanément depuis 2016.

## Contexte
À la suite de la sortie du neuvième album studio Music of the Spheres, dont le sous-titre Vol 1. From Earth with Love apparaît dans le livret de l'album, laissant entendre une suite dans les années suivantes. En janvier 2023, le groupe a annoncé avoir terminé l'enregistrement de leur dixième album studio, intitulé Moon Music,. Tout au long de la tournée mondiale Music of the Spheres, le groupe a interprété certaines chansons de leur dixième projet d'album.
Le 17 juin 2024, Coldplay a annoncé via ses profils sur les réseaux sociaux que l'album sortirait le 4 octobre. Le 16 août 2024, Coldplay révèle la liste des titres de l’album.

## Enregistrement
L’album a été partiellement enregistré au studio Punta Paloma à Tarifa, en Espagne. Coldplay a passé deux semaines dans ses bureaux – entre juillet et août 2024 – et l’a utilisé comme « base d’opérations » lors de ses concerts à Rome, Düsseldorf et Helsinki. Interrogé sur la signification du titre, Chris Martin a déclaré qu’il s’agissait d’accepter toutes les différentes phases [de la vie] et de « faire briller sa lumière sans avoir besoin de quoi que ce soit en retour ». Moon Music est généralement décrit comme un album de pop rock avec des influences musicales de funk, d'afrobeat et de musique électronique,. 
Moon Music raconte un peu l'histoire de se réveiller le matin en se sentant mal dans sa peau, mal dans le monde – déprimé, isolé, séparé, seul et incapable d'être soi-même. À travers l'album, c'est un voyage vers le sentiment complètement opposé à la fin de la journée.

— Chris Martin sur Moon Music.

## Artwork et package
La couverture de l'album présente une photo à l'arc lunaire, prise par le photographe argentin Matías Alonso Revelli en 2020. Coldplay l'a contacté directement pour utiliser l'image, et même s'il a proposé de nombreuses autres versions, le groupe a finalement maintenu son choix initial. Le reste du package a été créé par une collaboratrice de longue date, Pilar Zeta. Les éditions CD de Moon Music seront les premières à être publiées sur EcoCD, créées à partir de polycarbonate recyclé à 90 % et provenant de flux de déchets post-consommation. Les deux produits ont été les premiers de leur genre, étant fabriqués à partir de flux de déchets post-consommation. Variety a rapporté que cette mesure a permis d'éviter la production de plus de 30 tonnes métriques de plastique vierge pour tous les formats.

## Promotion

### Budget
Selon les dossiers judiciaires rendus publics avant la sortie de Moon Music, Parlophone a négocié une avance budgétaire de 35 millions de livres sterling avec Coldplay, ce qui en fait le montant le plus élevé de tous les temps pour un album. Les dépenses comprenaient l’élimination des échantillons, l’organisation des sessions d’enregistrement, le recrutement de producteurs et les campagnes promotionnelles. Cependant, depuis que Dave Holmes a été démis de ses fonctions par Coldplay, le budget réel utilisé reste incertain.

### Campagnes
En prévision de l’album, le groupe a lancé de nombreux événements pop-up d’écoute immersive à travers le monde. Ils se sont déroulés du 1er au 7 octobre, dans des villes comme Auckland, Berlin, Pékin, Londres, Paris et Toronto, ainsi que dans la Vallée de la Lune à San Juan. Coldplay s’est également associé au Record Store Day pour organiser des soirées d’écoute dans les magasins de disques indépendants à travers les États-Unis le 1er octobre. De plus, une expérience cinématographique mondiale spéciale avec des paroles et des bonus a eu lieu le 2 octobre et 3 octobre.
NME a annoncé que tous les bénéfices de « Good Feelings » seront reversés à Choose Love.
Le gouvernement métropolitain de Séoul s’est associé au groupe pour un spectacle de lumière de drone au parc Ttukseom Hangang pour célébrer l’album et leurs prochains spectacles.
Dans le cadre de l'accord de sponsoring du FC Barcelone avec Spotify, Coldplay a lancé un nouveau design de maillot de l'équipe, dont les bénéfices seront reversés au HCR (Haut Commissariat des Nations Unies pour les réfugiés). Ils ont également collaboré avec TikTok et Roblox,.
Le 22 janvier 2025, le groupe publie A Film for the Future. Produit exécutivement par Ben Mor, cet album visuel met en scène plus de 150 artistes provenant de 45 pays. La première a eu lieu surYouTube, avec des projections en 360 degrés qui ont également eu lieu dans certaines villes.

### Singles
Le premier single " Feels Like I'm Falling in Love " a été tourné à l'Odéon d'Hérode Atticus à Athènes, en Grèce. Les rapports des médias locaux suggéraient qu'il disposait d'un budget de 3 millions d'euros, se classant ainsi parmi les vidéoclips les plus chers de tous les temps. Le deuxième single, " We Pray ", est annoncé le 6 août, avec Little Simz, Burna Boy, Elyanna et Tini. Il est sorti le 23 août. Bien qu’il ne s’agisse pas officiellement d’un single, " IAAM " a été rendu disponible le 27 septembre dans le cadre de la bande originale d’EA Sports FC 25.  Le troisième single, " All My Love ", est sorti le 4 octobre 2024 avec une vidéo lyric et serait le dernier single de toute la carrière du groupe selon Chris Martin. Le clip officiel, mettant en vedette l’acteur américain Dick Van Dyke, est sorti en version director's cut le 6 décembre, suivi d'une version plus courte. Spike Jonze et Mary Wigmore ont réalisé les images.

## Critiques
Moon Music a reçu des critiques mitigées de la part des critiques. Sur Metacritic, qui attribue une note normalisée sur 100 aux critiques des principaux médias, l'album a une note moyenne de 58 sur 100 basée sur 13 critiques, ce que le site a classé comme "critiques mitigées ou moyennes".
Rhian Daily de NME a écrit que l'album "distille doucement et subtilement cet esprit de résilience face à la tempête, effectuant un voyage depuis ce moment d'ouverture sombre vers une fin plus tolérante et plus heureuse". Elle a également ajouté que les choix lyriques et musicaux suggèrent une expression de résilience, car les "faux-semblants ne vous tiennent pas seulement en haleine, mais reflètent ce sentiment d'avoir épuisé toutes vos options, seulement pour trouver la force d'avancer".
Emma Harrison de Clash a défendu Moon Music en disant que c'est "l'album le plus vaste et intrigant du groupe à ce jour" et "nous rappelle le pouvoir de l'amour, de l'espoir et que la musique peut effectivement surmonter ces jours sombres".
Jon Dolan de Rolling Stone a salué la diversité musicale de l'album et a déclaré : « Il n'y a que 10 chansons, mais c'est beaucoup, et c'est l'idée – le LP pop-rock comme un plongeon social, psychologique et métaphysique ».
Hannah Jocelyn a dit dans Pitchfork que l'album comporte « toutes les raisons d'en avoir marre de Coldplay », mais aussi « toutes les raisons pour lesquelles ils manqueront lorsqu'ils prendront leur retraite ». Elle a critiqué les paroles pour leur manque de profondeur dans l'exploration des sentiments et l'utilisation fréquente de chants en chœur, mais « pour chaque choix discutable, il y a un vamp nu-jazz de 6 minutes ou un opus de pop progressive classique qui attend juste après. Seul Coldplay ferait une chanson intitulée '', mais seul Coldplay pourrait la rendre [...] belle et exploratoire ».
Ben Beaumont-Thomas de The Guardian partage ce sentiment en disant : « Leur dixième album contient des chansons épiques qui donnent l'impression d'avoir gravi l'Everest – mais elles sont affaiblies par des paroles clichés ».
El Hunt du The Standard a estimé que l'album revisite des « thèmes trop familiers sur une bande-son inégale ».
Neil Z. Yeung d'AllMusic a donné à l'album trois étoiles sur cinq, écrivant : "Comme tant de leurs récents efforts, c'est beaucoup à absorber : les instantanés libres et l'expérimentation contemplative rappellent l'approche scrapbooking de Everyday Life, tandis que dans ses moments les plus pop, Moon Music ramène les auditeurs à A Head Full of Dreams et Music of the Spheres. En tant qu'ensemble fraternel (sous-entendu à la fois dans les notes de pochette de son prédécesseur et ici comme 'Music of the Spheres vol ii'), il semble parfois s'agir d'une collection de faces B, ce qui reste à voir, pour le meilleur ou pour le pire. Cependant, pour les fans en quête de plus de tout ce qui provient de Berryman, Buckland, Champion et Martin, cela fera l'affaire.

## Performance commerciale
Moon Music a fait ses débuts à la première place du UK Albums Chart avec 236 796 unités vendues, devenant le 10ème album numéro un de Coldplay depuis Viva la Vida ou Death and All His Friends (2008) et la plus grosse semaine pour un groupe depuis Midnight Memories de One Direction (2013), qui s’est vendu à 237 338 unités. Le groupe a vendu plus que le reste du Top 40 combiné, selon la BBC. L’album est également devenu le plus grand début d’un artiste britannique depuis l'album 30 d’Adele sorti en 2021. Ils sont devenus le sixième groupe de l’histoire à atteindre 10 numéros un, après les Beatles, les Rolling Stones, U2, ABBA et Queen.
En Allemagne, aux États-Unis, en Italie et en Suède Moon Music est devenu leur premier album numéro un depuis Ghost Stories (2014),. Il s’est vendu à 120 000 exemplaires sur le Billboard 200, sa meilleure semaine sur le territoire américain depuis A Head Full of Dreams (2015). En marquant un cinquième album numéro un, ils sont devenus le groupe britannique avec le plus grand nombre de premières places dans le pays au cours du 21e siècle. Coldplay est également en tête du classement Artist 100 pour la première fois de son histoire.   
Selon la BBC, son succès marque également la première fois qu’un groupe britannique atteint la première place au Royaume-Uni et aux États-Unis depuis l'album I Like It When You Sleep, for You Are So Beautiful Yet So Unaware of It (2016) de The 1975.
Bien qu'il ait débuté à la deuxième place en Australie, l'album a atteint la première place du classement ARIA Top 20 Vinyl Albums, devenant ainsi leur deuxième album à réaliser cet exploit après Everyday Life (2019). En France, il est entré dans le Top 3 avec 19 213 unités, dépassant les ventes précédentes de Music of the Spheres (2021). L'album a également atteint la première place en Autriche, devenant le premier numéro un hebdomadaire du groupe depuis Viva la Vida or Death and All His Friends (2008).
Plusieurs chansons sont apparues dans les classements Circle Download et Circle BGM en Corée du Sud, y compris le morceau non single « Good Feelings ».

## Impact
Mark Savage de la BBC a commenté qu'avec le Music of the Spheres World Tour (2022–25), ainsi que les copies de CD et de vinyles recyclés de Moon Music, Coldplay "se positionne à l'avant-garde du mouvement pour rendre la musique rock plus durable". The Express Tribune a déclaré que l'album "établit de nouvelles normes de durabilité dans l'industrie musicale". Jordan Bassett a confirmé, mentionnant que le groupe augmente la demande pour des vinyles écologiques et contribue à leur adoption généralisée dans l’industrie. Craig Evans de Blood Records a salué le projet comme « monumental ».
En décembre 2024, Music Week a révélé que l’album était la meilleure vente de CD de l’année au Royaume-Uni. La Official Charts Company a déclaré qu’il s’agissait également de la meilleure vente en format CD de la décennie 2020.
Amazon Music, Los 40, Panorama, et Radio X l'ont classé parmi les meilleures sorties de 2024.
En décembre 2024, Music Week a annoncé que l’album était le CD le plus vendu de l’année au Royaume-Uni.
Coldplay a ensuite reçu un prix d'or aux Clio Awards 2025 pour Moon Music et son design axé sur la durabilité.
Les visites au Valle de la Luna à San Juan ont triplé après l'événement d'écoute organisé par le groupe.
Danni Scott de Metro a écrit que Coldplay "réinvente les clips musicaux pour une époque moderne" avec A Film for the Future, en brouillant les frontières entre le format traditionnel des clips et les visualisations d'albums pour créer un film-concert. Elle a également mentionné que le groupe pourrait ramener l'attention sur les visuels dans l'industrie musicale, concluant que "à l'ère des capacités d'attention réduites, [le projet] est une idée incroyablement intelligente, car il contient suffisamment d'éléments en constante évolution pour vous captiver".

## Liste des pistes
Les membres auteurs-compositeurs de Coldplay sont Guy Berryman, Jonny Buckland, Will Champion et Chris Martin.
| Liste des pistes de Moon Music | Liste des pistes de Moon Music                         | Liste des pistes de Moon Music                                                              | Liste des pistes de Moon Music | Liste des pistes de Moon Music | Liste des pistes de Moon Music | Liste des pistes de Moon Music | Liste des pistes de Moon Music | Liste des pistes de Moon Music | Liste des pistes de Moon Music |
| No                             | Titre                                                  | Producteur(s)                                                                               | Durée                          |                                |                                |                                |                                |                                |                                |
| ------------------------------ | ------------------------------------------------------ | ------------------------------------------------------------------------------------------- | ------------------------------ | ------------------------------ | ------------------------------ | ------------------------------ | ------------------------------ | ------------------------------ | ------------------------------ |
| 1.                             | Moon Music (avec Jon Hopkins)                          | - Bill Rahko - Daniel Green - Hopkins - Max Martin                                          | 4:36                           |                                |                                |                                |                                |                                |                                |
| 2.                             | Feels Like I'm Falling in Love                         | - M. Martin - Oscar Holter - Bill Rahko - Daniel Green - Michael Ilbert                     | 3:56                           |                                |                                |                                |                                |                                |                                |
| 3.                             | We Pray (avec Little Simz, Burna Boy, Elyanna et Tini) | - M. Martin - Ilya - Bill Rahko - Daniel Green - Michael Ilbert                             | 3:53                           |                                |                                |                                |                                |                                |                                |
| 4.                             | Jupiter                                                | - Rahko - Green - Ilya - Max Martin - Ilbert - Stargate                                     | 4:00                           |                                |                                |                                |                                |                                |                                |
| 5.                             | Good Feelings (avec Ayra Starr)                        | - Rahko - Green - Max Martin - Ilbert - Holter - The Chainsmokers - Hopkins - Tate McDowell | 3:37                           |                                |                                |                                |                                |                                |                                |
| 6.                             | Alien Hits / Alien Radio (symbolisé par "🌈")          | - Rahko - Green - Hopkins - Max Martin - Ilbert                                             | 6:09                           |                                |                                |                                |                                |                                |                                |
| 7.                             | IAAM                                                   | - Rahko - Green - Max Martin - Ilbert - Holter - Hopkins                                    | 3:03                           |                                |                                |                                |                                |                                |                                |
| 8.                             | Aeterna                                                | - Rahko - Green - Hopkins - Max Martin - Ilbert - BabeTruth                                 | 4:13                           |                                |                                |                                |                                |                                |                                |
| 9.                             | All My Love                                            | - Rahko - Green - Ilya - Max Martin - Ilbert - Holter                                       | 3:42                           |                                |                                |                                |                                |                                |                                |
| 10.                            | One World                                              | - Rahko - Green - Max Martin - Ilbert                                                       | 6:47                           |                                |                                |                                |                                |                                |                                |
| 43:56                          |                                                        |                                                                                             |                                |                                |                                |                                |                                |                                |                                |

Remarques
- L'édition Apple Music de l'album comprend également une vidéo intitulée A Film for the Future.
- L’édition Notebook de l’album comprend en outre un mémo vocal pour chaque chanson, montrant leur développement au cours du processus d’écriture.
- À l’exception de "Feels Like I’m Falling in Love" et "Alien Hits / Alien Radio", tous les morceaux sont stylisés en majuscules, bien que la lettre « i » reste en minuscules (ex. « MOON MUSiC »).
- "Feels Like I'm Falling in Love" est stylisé en minuscules, sans espaces entre les deux.
- "Alien Hits / Alien Radio" est stylisé comme « 🌈 » sur certaines plateformes, étant une combinaison des titres « Neon Forest », « Alien Hits / Alien Radio : Opus 5 » et « Angel Song ».
- "IAAM" est l’abréviation de « I Am a Mountain ».
- "One World" se termine à 5:07. Une « mélodie sans titre » (coécrite par Apple Martin) débute à partir de 5:25.

Exemples de crédits
- "Moon Music" contient un extrait de "Forever Held" de Jon Hopkins.
- "Feels Like I'm Falling in Love" échantillonne la chanson "Funeral Singers", interprétée par Sylvan Esso et écrite par Tim Rutili.
- "Neon Forest" contient un sample de "Drone in C" de Sinerider.
- "Angel Song" utilise un extrait d'une apparition de Maya Angelou dans l'émission télévisée Super Soul Sunday.
- "One World" reprend les chants d'oiseaux de "Hymn For The Weekend" de l'album "A Head Full Of Dreams".
- "Aeterna" contient un sample de "Weird Part of the Night", écrit et interprété par Louis Cole.
- "One World" contient un extrait de "Root to Leaf" de John Metcalfe.

### Full Moon Edition
Une édition deluxe avec 10 titres supplémentaires est sortie numériquement via la boutique officielle de Coldplay et les services de streaming le 6 octobre. Une sortie CD, exclusive aux États-Unis, a également été disponible pendant 24 heures et limitée à 5000 exemplaires.
| Liste des titres du disque 2 de l'édition deluxe Full Moon (Blue Moons) | Liste des titres du disque 2 de l'édition deluxe Full Moon (Blue Moons) | Liste des titres du disque 2 de l'édition deluxe Full Moon (Blue Moons) | Liste des titres du disque 2 de l'édition deluxe Full Moon (Blue Moons) | Liste des titres du disque 2 de l'édition deluxe Full Moon (Blue Moons) | Liste des titres du disque 2 de l'édition deluxe Full Moon (Blue Moons) | Liste des titres du disque 2 de l'édition deluxe Full Moon (Blue Moons) | Liste des titres du disque 2 de l'édition deluxe Full Moon (Blue Moons) | Liste des titres du disque 2 de l'édition deluxe Full Moon (Blue Moons) | Liste des titres du disque 2 de l'édition deluxe Full Moon (Blue Moons) |
| No                                                                      | Titre                                                                   | Producteur(s)                                                           | Durée                                                                   |                                                                         |                                                                         |                                                                         |                                                                         |                                                                         |                                                                         |
| ----------------------------------------------------------------------- | ----------------------------------------------------------------------- | ----------------------------------------------------------------------- | ----------------------------------------------------------------------- | ----------------------------------------------------------------------- | ----------------------------------------------------------------------- | ----------------------------------------------------------------------- | ----------------------------------------------------------------------- | ----------------------------------------------------------------------- | ----------------------------------------------------------------------- |
| 1.                                                                      | Moon Music – Elodie                                                     | Rahko                                                                   | 2:46                                                                    |                                                                         |                                                                         |                                                                         |                                                                         |                                                                         |                                                                         |
| 2.                                                                      | Feels Like I'm Falling in Live                                          | - Rahko - Green - Max Martin - Ilbert - Holter                          | 4:36                                                                    |                                                                         |                                                                         |                                                                         |                                                                         |                                                                         |                                                                         |
| 3.                                                                      | The Karate Kid                                                          | - Rahko - Matty Healy                                                   | 2:55                                                                    |                                                                         |                                                                         |                                                                         |                                                                         |                                                                         |                                                                         |
| 4.                                                                      | We Pray – Be Our Guest (avec Little Simz, Burna Boy, Elyanna et Tini)   | - Rahko - Green - Ilya - Max Martin - Ilbert                            | 3:53                                                                    |                                                                         |                                                                         |                                                                         |                                                                         |                                                                         |                                                                         |
| 5.                                                                      | Angelsong                                                               | - Rahko - Green - Hopkins - Max Martin - Ilbert                         | 4:21                                                                    |                                                                         |                                                                         |                                                                         |                                                                         |                                                                         |                                                                         |
| 6.                                                                      | Jupiter – Single Version                                                | - Rahko - Green - Salmanzadeh - Max Martin - Ilbert - Stargate          | 2:53                                                                    |                                                                         |                                                                         |                                                                         |                                                                         |                                                                         |                                                                         |
| 7.                                                                      | Man in the Moon                                                         | - Rahko - Green - Max Martin - Ilbert - Holter                          | 3:54                                                                    |                                                                         |                                                                         |                                                                         |                                                                         |                                                                         |                                                                         |
| 8.                                                                      | I Am a Mountain                                                         | Rahko                                                                   | 3:06                                                                    |                                                                         |                                                                         |                                                                         |                                                                         |                                                                         |                                                                         |
| 9.                                                                      | All My Love (live in Dublin)                                            | - Rahko - Green - Salmanzadeh - Max Martin - Ilbert - Holter            | 4:06                                                                    |                                                                         |                                                                         |                                                                         |                                                                         |                                                                         |                                                                         |
| 10.                                                                     | A Wave (avec Jon Hopkins)                                               | - Rahko - Hopkins - Ilbert                                              | 2:33                                                                    |                                                                         |                                                                         |                                                                         |                                                                         |                                                                         |                                                                         |
| 1:19:00                                                                 |                                                                         |                                                                         |                                                                         |                                                                         |                                                                         |                                                                         |                                                                         |                                                                         |                                                                         |

Notes
- "Moon Music – Elodie" est une version de « Moon Music » qui inclut uniquement le piano, en omettant les voix de Chris Martin ainsi que l’introduction synthé et orchestrale de l’original.
- "Feels Like I’m Falling in Live" est une version live de « Feels Like I’m Falling in Love ». Le titre de la chanson est stylisé en minuscules, sans espaces entre les mots.
- "The Karate Kid" est samplé dans la partie « Neon Forest » de « Alien Hits / Alien Radio ».
- "We Pray – Be Our Guest" n'a pas de paroles dans le second couplet, invitant l'auditeur à écrire les siennes ; cela a été inclus dans la sortie single de « We Pray » sous la version « ? Version ».
- "Angel Song" est stylisé en minuscules, sans espaces entre les deux.
- "Angel song" est la version complète de la partie « Angel Song » de « Alien Hits / Alien Radio ».
- La version single de "Jupiter" omet l"outro.
- "I Am a Mountain" est une version de « IAAM » avec un arrangement piano et voix uniquement.
- "A Wave" est stylisé comme "👋" sur certaines plateformes.

## Personnel
Coldplay
- Guy Berryman – guitare basse (morceaux 1–5, 7–10), cloches (4), mandoline (7)
- Jonny Buckland – guitare (morceaux 1–5, 7–10), voix supplémentaires (10)
- Will Champion – percussions (morceaux 1–3, 8, 9), batterie (2–5, 7–10), chœurs (2, 7, 9), guitare (7), programmation (8), synthétiseur Omnichord (9)
- Chris Martin – chant (tous les morceaux), claviers (morceaux 1–8, 10), piano (1, 3, 5–7, 9, 10), guitare acoustique (2), guitare (4–7, 9), percussions (4)

Musiciens supplémentaires
- Daniel Green – programmation (morceaux 1–5, 8, 9), claviers (2, 8, 9), synthétiseur (3)
- Bill Rahko – programmation (morceaux 1–3), claviers (4)
- Max Martin – programmation (morceaux 1, 2, 5–7, 9), claviers (2, 4–9), percussions (2, 3), piano (3)
- Jon Hopkins – programmation (morceaux 1, 2, 6, 7), claviers (1, 6, 7), synthétiseur (2)
- Chris Worsey – violoncelle (morceaux 1, 2, 9)
- Tony Wollard – violoncelle (morceaux 1, 2, 9)
- Vicky Matthews – violoncelle (morceaux 1, 2, 9)
- Helen Kamminga – alto (morceaux 1, 2, 9)
- Everton Nelson – violon (morceaux 1, 2, 9)
- Ian Humphries – violon (morceaux 1, 2, 9)
- Kate Robinson – violon (morceaux 1, 2, 9)
- Louisa Fuller – violon (morceaux 1, 2, 9)
- Marianna Haynes – violon (morceaux 1, 2, 9)
- Richard George – violon (morceaux 1, 2, 9)
- James Douglas – violoncelle (morceau 1), cordes (3)
- Patrick Kiernan – violon (morceau 1), cordes (3)
- Daisy Vatalaro – violoncelle (morceau 1)
- Will Schofield – violoncelle (morceau 1)
- Chris Laurence – contrebasse (morceau 1)
- Stacey Walton – contrebasse (morceau 1)
- Jenny Goshawk – orchestration des cordes (morceau 1)
- Susie Gillis – orchestration des cordes (morceau 1)
- Ólafur Arnalds – programmation des cordes (morceau 1)
- Kate Musker – alto (morceau 1)
- Peter Lale – alto (morceau 1)
- Reiad Chibah – alto (morceau 1)
- Alison Dods – violon (morceau 1)
- Cathy Thompson – violon (morceau 1)
- Raja Halder – violon (morceau 1)
- Rick Koster – violon (morceau 1)
- Sarah Daramy-Williams – violon (morceau 1)
- Oscar Holter – programmation (morceaux 2, 5, 7, 9), claviers (2, 7)
- Bruce White – alto (morceaux 2, 9), cordes (3)
- Michael Ilbert – programmation (morceaux 2, 8)
- Ian Burdge – violoncelle (morceaux 2, 9)
- Rik Simpson – claviers (morceau 2)
- Davide Rossi – violoncelle, contrebasson, alto, violon (morceau 3) ; cordes (4)
- Ilya Salmanzadeh – percussions, programmation (morceaux 3, 4, 9) ; claviers (3, 9)
- Bryony James – cordes (morceau 3)
- Charles Jenson – cordes (morceau 3)
- Ellie Stanford – cordes (morceau 3)
- Emma Owens – cordes (morceau 3)
- Hetty Snell – cordes (morceau 3)
- Jenny Sacha – cordes (morceau 3)
- Jessie Ann Richardson – cordes (morceau 3)
- Jordan Bergmans – cordes (morceau 3)
- Kerenza Peacock – cordes (morceau 3)
- Martyn Jackson – cordes (morceau 3)
- Meghan Cassidy – cordes (morceau 3)
- Michael Trainor – cordes (morceau 3)
- Miles Brett – cordes (morceau 3)
- Natalia Bonner – cordes (morceau 3)
- Natalie Klouda – cordes (morceau 3)
- Richard Pryce – cordes (morceau 3)
- Rosie Danvers – cordes (morceau 3)
- Sarah Sexton – cordes (morceau 3)
- Stephen Morris – cordes (morceau 3)
- Tony Woollard – cordes (morceau 3)
- Victoria Harrild – cordes (morceau 3)
- Zahra Benyounes – cordes (morceau 3)
- Mattias Bylund – cordes, synthétiseur à cordes, violon (morceau 4)
- Mikkel Eriksen – claviers (morceau 4)
- Tor Hermansen – claviers (morceau 4)
- Alison Martin – hautbois (morceau 4)
- Orlando le Fleming – contrebasse (morceau 4)
- Erik Arvinder – violon (morceau 4)
- Alex Pall – claviers, programmation (morceau 5)
- Drew Taggart – claviers, programmation (morceau 5)
- Bateria Vanguarda – percussions, effets sonores (morceau 5)
- David Bukovinszky – violoncelle (morceau 4)
- Nile Rodgers – guitare (morceau 5)
- Kaori Muraji – guitare classique (morceau 6)
- BabeTruth – claviers (morceau 8)
- Brian Eno – claviers, programmation (morceau 10)

Chanteurs supplémentaires
- Apple Martin – chœurs (piste 2)
- Burna Boy – voix (piste 3)
- Little Simz – voix (piste 3)
- Elyanna – voix (piste 3)
- Tini – voix (piste 3)
- Victoria Canal – chœurs (pistes 4, 6)
- H.E.R. – chœurs (pistes 4, 9)
- Jacob Collier – chœurs (piste 4)
- Livvi Franc – chœurs (piste 4)
- Lous and the Yakuza – chœurs (piste 4)
- Moses Martin – chœurs (piste 4)
- Ayra Starr – voix (piste 5)
- Maya Angelou – voix (piste 6)
- Brian Eno – voix supplémentaires (piste 10)
- Bill Rahko – voix supplémentaires (pistes 5, 7)
- Brandon Winbush – chœur (pistes 4, 5), voix (piste 10)
- Denise Carite – chœur (pistes 4, 5), voix (piste 10)
- Dorian Holley – chœur (pistes 4, 5), voix (piste 10)
- Neka Hamilton – chœur (pistes 4, 5), voix (piste 10)
- Sharlotte Gibson – chœur (pistes 4, 5), voix (piste 10)
- Stevie Mackey – chœur (pistes 4, 5), voix (piste 10)
- Toni Scruggs – chœur (pistes 4, 5), voix (piste 10)
- Mzansi Youth Choir – chœurs (piste 4)
- Antonio Sol – chœur (piste 4)
- Baraka May Williams – chœur (piste 4)
- David Loucks – chœur (piste 4)
- Jarrett Johnson – chœur (piste 4)
- Nelson Beato – chœur (piste 4)
- Tim Crompton – voix supplémentaires (piste 7)
- Alice Backham – voix supplémentaires (piste 10)
- Arlene Moon – voix supplémentaires (piste 10)
- Connor Panayi – voix supplémentaires (piste 10)
- Duncan Fuller – voix supplémentaires (piste 10)
- Eme Boucher – voix supplémentaires (piste 10)
- Emma Jane Randall – voix supplémentaires (piste 10)
- Gili Portal – voix supplémentaires (piste 10)
- Jessie Collins – voix supplémentaires (piste 10)
- Kordian Moskala – voix supplémentaires (piste 10)
- Kylie Morris – voix supplémentaires (piste 10)
- Marguerite Nguyen – voix supplémentaires (piste 10)
- Nick Gibbons – voix supplémentaires (piste 10)
- Sam Button – voix supplémentaires (piste 10)
- Tegan Nicholls – voix supplémentaires (piste 10)
- Thomas Fletcher – voix supplémentaires (piste 10)
- Tomas Crow – voix supplémentaires (piste 10)
- Valeska Voiges – voix supplémentaires (piste 10)

## Classements
| Classement (2024)                          | Meilleure place |
| ------------------------------------------ | --------------- |
| Allemagne (Media Control AG)               | 1               |
| Australie (ARIA)                           | 1               |
| Autriche (Ö3 Austria Top 40)               | 1               |
| Belgique (Flandre Ultratop)                | 1               |
| Belgique (Wallonie Ultratop)               | 1               |
| Canada (Canadian Albums)                   | 2               |
| Danemark (Tracklisten)                     | 2               |
| Écosse (OCC)                               | 1               |
| Espagne (Promusicae)                       | 1               |
| États-Unis (Billboard 200)                 | 1               |
| États-Unis (Top Rock & Alternative Albums) | 1               |
| Finlande (Suomen virallinen lista)         | 2               |
| France (SNEP)                              | 3               |
| Grèce (IFPI)                               | 16              |
| Hongrie (Mahasz)                           | 3               |
| Irlande (Irish Albums Chart)               | 1               |
| Italie (FIMI)                              | 1               |
| Japon (Oricon)                             | 15              |
| Japon (Japanese International Albums)      | 2               |
| Japon (Japanese Rock Albums)               | 5               |
| Japon (Japanese Hot Albums)                | 11              |
| Nouvelle-Zélande (RIANZ)                   | 2               |
| Norvège (VG-lista)                         | 1               |
| Pays-Bas (Mega Album Top 100)              | 1               |
| Portugal (AFP)                             | 1               |
| Royaume-Uni (UK Albums Chart)              | 1               |
| Suède (Sverigetopplistan)                  | 1               |
| Suisse (Schweizer Hitparade)               | 1               |
| Tchéquie (IFPI)                            | 2               |

## Certifications
| Pays                 | Certification | Unités certifiées |
| -------------------- | ------------- | ----------------- |
| Espagne (Promusicae) | Or            | 20 000            |
| France (SNEP)        | Or            | 50 000            |
| Italie (FIMI)        | Or            | 25 000            |
| Royaume-Uni (BPI)    | Platine       | 300 000           |

## Historique des versions
| Region | Date           | Format                                             | Edition   | Label                                  | Ref.    |
| ------ | -------------- | -------------------------------------------------- | --------- | -------------------------------------- | ------- |
| Divers | 4 octobre 2024 | - téléchargement numérique - streaming - 5×LP - CD | Standard  | - Parlophone - Atlantic - Warner Music | [ 5 ]   |
| Divers | 4 octobre 2024 | - téléchargement numérique - streaming - 5×LP - CD | Notebook  | - Parlophone - Atlantic - Warner Music | [ 5 ]   |
| Divers | 4 octobre 2024 | CD · téléchargement numérique                      | Tour      | - Parlophone - Atlantic - Warner Music | [ 101 ] |
| Divers | 6 octobre 2024 | CD · téléchargement numérique · streaming          | Full Moon | - Parlophone - Atlantic - Warner Music | [ 102 ] |